# Equação de Kelvin
A equação de Kelvin, baseada em princípios termodinâmicos, descreve a mudança na pressão de vapor devido à curvatura de uma interface líquido-vapor, como a superfície de uma gota. A pressão de vapor em uma superfície convexa é maior do que em uma superfície plana. A fórmula também é usada para determinar a distribuição do tamanho dos poros de um meio poroso usando porosimetria de adsorção. A equação foi nomeada em homenagem a William Thomson, também conhecido como Lord Kelvin.

## Formulação
A forma original da equação de Kelvin, publicada em 1871, é:
{\displaystyle p(r_{1},r_{2})=P-{\frac {\gamma \,\rho _{\rm {vap}}}{(\rho _{\rm {\text{líq}}}-\rho _{\rm {vap}})}}\left({\frac {1}{r_{1}}}+{\frac {1}{r_{2}}}\right),}

onde:
- {\displaystyle p(r)} = pressão de vapor em uma interface curva de raio {\displaystyle r}
- {\displaystyle P} = pressão de vapor na interface plana ({\displaystyle r=\infty }) = {\displaystyle p_{eq}}
- {\displaystyle \gamma } = tensão superficial
- {\displaystyle \rho _{\rm {vap}}} = densidade do vapor
- {\displaystyle \rho _{\rm {\text{líq}}}} = densidade do líquido
- {\displaystyle r_{1}}, {\displaystyle r_{2}} = raios de curvatura ao longo das seções principais da interface curva.

Essa expressão pode ser escrita da seguinte forma, conhecida como equação de Ostwald–Freundlich:{\displaystyle \ln {\frac {p}{p_{\rm {sat}}}}={\frac {2\gamma V_{m}}{rRT}},}

onde {\displaystyle p} é a pressão de vapor na interface curva, {\displaystyle p_{\rm {sat}}} é a pressão de vapor saturante quando a superfície é plana, {\displaystyle \gamma } é a tensão superficial líquido/vapor, {\displaystyle V_{\text{m}}} é o volume molar do líquido, {\displaystyle R} é a constante universal dos gases, {\displaystyle r} é o raio da gota (raio crítico) e {\displaystyle T} é temperatura.
A pressão de vapor saturante depende do tamanho da gota.
- Se a curvatura for convexa, {\displaystyle r} é positivo. Então, {\displaystyle p>p_{\rm {sat}}}
- Se a curvatura for côncava, {\displaystyle r} é negativo. Então, {\displaystyle p<p_{\rm {sat}}}

Partindo de uma gota, à medida que {\displaystyle r} aumenta, {\displaystyle p} diminui para {\displaystyle p_{sat}}, e a gotícula tende a um líquido volumoso.

Um sistema contendo um vapor homogêneo puro e um líquido em equilíbrio. Em um experimento mental, um tubo que interage desfavoravelmente com o líquido é adicionado nele, fazendo com que o líquido no interior do tubo se mova para baixo. A pressão de vapor acima da interface curva é, então, maior do que a de uma interface planar. Essa imagem fornece uma simples base conceitual para a equação de Kelvin.

A mudança na pressão de vapor pode ser atribuída a mudanças na pressão de Laplace. Quando a pressão de Laplace aumenta em uma gota, a gota tende a evaporar mais facilmente.
Ao aplicar a equação de Kelvin, dois casos devem ser distinguidos: uma gota de líquido em seu próprio vapor resulta em uma superfície líquida convexa, enquanto uma cavidade de vapor em um líquido (por vezes, chamada de bolha) resulta em uma superfície líquida côncava.

## Histórico
A equação de Ostwald-Freundlich supracitada não corresponde àquela mostrada no artigo escrito por Lord Kelvin em 1871. Tal formato, derivado da equação original de Kelvin, foi apresentado por Robert von Helmholtz (filho do físico alemão Hermann von Helmholtz) em sua dissertação de 1885. Em 2020, os pesquisadores descobriram que a equação era precisa até a escala de 1 nm.

## Derivação a partir da energia livre de Gibbs
A definição formal da energia livre de Gibbs de uma amostra com volume {\displaystyle V}, pressão {\displaystyle P} e temperatura {\displaystyle T} é:
{\displaystyle G=U+pV-TS,}
em que {\displaystyle U} é a energia interna e {\displaystyle S} é a entropia. A forma diferencial da energia livre de Gibbs pode ser dada como segue:
{\displaystyle dG=-SdT+VdP+\sum _{i=1}^{k}\mu _{i}dn_{i},}
sendo {\displaystyle \mu _{i}} e {\displaystyle n_{i}}, respectivamente, o potencial químico e o número de mols da i-ésima substância da amostra. Suponha que haja uma substância {\displaystyle x} desprovida de impurezas. Considere-se a formação de uma única gota de {\displaystyle x} com raio {\displaystyle r} a partir de {\displaystyle n_{x}} moléculas de seu vapor puro. A mudança na energia livre de Gibbs devido a este processo é:
{\displaystyle \Delta G=G_{l}-G_{v},}
sendo {\displaystyle G_{d}} e {\displaystyle G_{v}} as energias livres de Gibbs do líquido e do vapor, respectivamente. Suponha que há, inicialmente {\displaystyle N_{i}} moléculas na fase gasosa. Após a formação da gota, esse número diminui para {\displaystyle N_{f}}, de modo que:
{\displaystyle N_{f}=N_{i}-n_{x}.}
Sejam  {\displaystyle g_{v}} e {\displaystyle g_{l}} as energias livres de Gibbs moleculares nas fases vapor e líquida, respectivamente. A variação da energia livre de Gibbs é, portanto:
{\displaystyle \Delta G=N_{f}g_{v}+n_{x}g_{l}+4\pi r^{2}\sigma -N_{i}g_{v},}
sendo {\displaystyle 4\pi r^{2}\sigma } a energia livre de Gibbs associada a uma interface com raio de curvatura {\displaystyle r} e tensão superficial {\displaystyle \sigma } . A equação pode ser rearranjada do seguinte como:
{\displaystyle \Delta G=(N_{i}-n_{x})g_{v}+n_{x}g_{l}+4\pi r^{2}\sigma -N_{i}g_{v}=n_{x}(g_{l}-g_{v})+4\pi r^{2}\sigma .}
Sejam {\displaystyle v_{l}} e {\displaystyle v_{v}} os volumes ocupados por uma molécula na fase líquida e na fase de vapor, respectivamente. Considerando a gota esférica, tem-se:
{\displaystyle n_{x}v_{l}={\frac {4}{3}}\pi r^{3}.}
O número de moléculas na gota é, então, dado por:
{\displaystyle n_{x}={\frac {4\pi r^{3}}{3v_{l}}}.}
Logo, a variação da energia livre de Gibbs é:
{\displaystyle \Delta G={\frac {4\pi r^{3}}{3v_{l}}}(g_{l}-g_{v})+4\pi r^{2}\sigma .}
A forma diferencial da energia livre de Gibbs de uma molécula a temperatura constante é:
{\displaystyle dg=(v_{l}-v_{v})dP.}
Assumindo que {\displaystyle v_{v}\gg v_{l}}, conclui-se que:
{\displaystyle dg\approx -v_{v}dP.}
A fase de vapor também se comporta como um gás ideal. Então:
{\displaystyle v_{v}={\frac {kT}{P}},}
sendo {\displaystyle k} a constante de Boltzmann. Assim, a variação da energia livre de Gibbs de uma molécula é:
{\displaystyle \Delta g=-kT\int \limits _{P_{sat}}^{P}{\frac {dP}{P}},}
em que {\displaystyle P_{sat}} é a pressão de vapor saturante do gás sobre uma superfície plana e {\displaystyle P} é a pressão de vapor real sobre o líquido. Resolvendo a integral, tem-se que:
{\displaystyle \Delta g=g_{l}-g_{v}=-kT\ln {\Bigl (}{\frac {P}{P_{sat}}}{\Bigr )}.}
A variação da energia livre de Gibbs após a formação da gota é, portanto:
{\displaystyle \Delta G=-{\frac {4}{3}}\pi r^{3}{\frac {kT}{v_{l}}}\ln {\Bigl (}{\frac {P}{P_{sat}}}{\Bigr )}+4\pi r^{2}\sigma .}
Derivando em relação a {\displaystyle r}, obtém-se:
{\displaystyle {\frac {\partial {\bigl (}\Delta G{\bigr )}}{\partial r}}=-4\pi r^{2}{\frac {kT}{v_{l}}}\ln {\Bigl (}{\frac {P}{P_{sat}}}{\Bigr )}+8\pi r\sigma .}
O valor mínimo de {\displaystyle \Delta G} ocorre quando {\displaystyle {\frac {\partial \left(\Delta G\right)}{\partial r}}} é igual a zero. O raio correspondente a esse extremo é:
{\displaystyle r={\frac {2v_{l}\sigma }{kT\ln {\Bigl (}{\frac {P}{P_{sat}}}{\Bigr )}}}.}
Reorganizando essa equação, obtém-se a forma Ostwald-Freundlich da equação de Kelvin:
{\displaystyle \ln {\Bigl (}{\frac {P}{P_{sat}}}{\Bigr )}={\frac {2v_{l}\sigma }{rkT}}.}

## Paradoxo aparente
Uma equação semelhante à de Kelvin pode ser derivada para a solubilidade de pequenas partículas ou gotículas em um líquido, por meio da conexão entre pressão de vapor e solubilidade. Desse modo, essa equação derivada da de Kelvin se aplica a sólidos, a líquidos pouco solúveis e a suas soluções se a pressão parcial {\displaystyle p} for substituída pela solubilidade do sólido ({\displaystyle c}) (ou de um segundo líquido) no raio dado, {\displaystyle r}, e se {\displaystyle p_{\rm {sat}}} for substituída pela solubilidade em uma superfície plana ({\displaystyle c_{\rm {sat}}}). Portanto, partículas pequenas (como pequenas gotículas) são mais solúveis do que as maiores. A equação seria, então, dada por:
{\displaystyle \ln {\frac {c}{c_{\rm {sat}}}}={\frac {2\gamma V_{\text{m}}}{rRT}}.}
Esses resultados levaram ao questionamento de como novas fases podem surgir a partir de antigas. Por exemplo, se um recipiente cheio de vapor de água ligeiramente abaixo da pressão de saturação for resfriado repentinamente, talvez por expansão adiabática (como em uma câmara de nuvem), o vapor pode ficar supersaturado em relação à água líquida. Ele estaria, então, num estado metaestável, e esperar-se-ia que ocorresse condensação. Um modelo molecular de condensação razoável seria que duas ou três moléculas de vapor de água se juntam para formar uma gotícula minúscula, e que esse núcleo de condensação cresce por acréscimos, à medida que moléculas de vapor adicionais o atingem. A equação de Kelvin, no entanto, indica que uma pequena gota como esse núcleo, tendo apenas alguns angstroms de diâmetro, teria uma pressão de vapor muito maior que a do líquido macroscópico. No que diz respeito a núcleos minúsculos, o vapor não seria supersaturado. Tais núcleos devem reevaporar imediatamente, sendo impossível o surgimento de uma nova fase na pressão de equilíbrio, ou mesmo moderadamente acima dela. Assim, a supersaturação deve ser muito superior ao valor de saturação normal para que a nucleação espontânea ocorra.
Há duas maneiras de resolver esse paradoxo. Em primeiro lugar, é conhecida a base estatística da segunda lei da termodinâmica. Em qualquer sistema em equilíbrio, sempre há flutuações em torno da condição de equilíbrio e, se o sistema contém poucas moléculas, essas flutuações podem ser relativamente grandes. Há sempre uma chance de que uma flutuação apropriada possa levar à formação de um núcleo de uma nova fase, mesmo que o minúsculo núcleo possa ser caracterizado como termodinamicamente instável. A probabilidade da ocorrência de uma flutuação é {\displaystyle e^{-{\frac {\Delta S}{k}}}}, sendo {\displaystyle \Delta S} o desvio da entropia em relação ao valor de equilíbrio e {\displaystyle k} a constante de Boltzmann.
No entando, é improvável que novas fases surjam frequentemente por esse mecanismo de flutuação e pela nucleação espontânea resultante. Os cálculos mostram que a probabilidade supracitada geralmente é muito pequena. É mais provável que minúsculas partículas de poeira atuem como sítios de nucleação em vapores ou soluções supersaturadas. Na câmara de nuvens, são os aglomerados de íons formados pela passagem de uma partícula de alta energia que atuam como centros de nucleação. Na verdade, os vapores parecem ser muito menos seletivos do que as soluções sobre o tipo de núcleo necessário. Isso ocorre porque um líquido se condensa em quase qualquer superfície, enquanto a cristalização requer a presença de faces cristalinas do tipo apropriado.
Para uma gota séssil residindo em uma superfície sólida, a equação de Kelvin é modificada próximo à linha de contato, devido a interações intermoleculares entre a gota líquida e a superfície sólida. Nesse caso, a equação estendida de Kelvin é dada por:
{\displaystyle \ln {\frac {c}{c_{\rm {sat}}}}={\frac {V_{\text{m}}}{RT}}\left({\frac {2\gamma }{r}}+\Pi \right),}
em que {\displaystyle \Pi } é a pressão de disjunção que contabiliza as interações intermoleculares entre a gota séssil e o sólido e {\displaystyle 2\gamma /r} é a pressão de Laplace, ou seja, a pressão induzida pela curvatura da gota líquida. Quando as interações são atrativas por natureza, a pressão de disjunção, {\displaystyle \Pi }, é negativa. Perto da linha de contato, essa pressão predomina sobre a pressão de Laplace, levando a solubilidade, {\displaystyle c}, a ser menor que {\displaystyle c_{\rm {sat}}}. Isso implica que uma nova fase pode crescer espontaneamente em uma superfície sólida, mesmo sob condições de saturação.